# End the Silence
End the Silence é o segundo álbum de estúdio da banda neozelandesa de nu metal, Blindspott. O álbum foi lançado no dia 23 de maio de 2006.

## Faixas
1. "1975"  – 4:10
2. "Drown"  – 3:31
3. "Dead Inside"  – 3:49
4. "Yours Truly"  – 3:29
5. "Lull"  – 4:20
6. "For This Love"  – 4:39
7. "IV"  – 1:53
8. "Coma"  – 4:15
9. "Cave In"  – 3:58
10. "Just Know"  – 3:57
11. "Face Down"  – 2:03
12. "Stay"  – 2:50
13. "Away From Me"  – 0:54
14. "Pray For Me"  – 5:56

## Desempenho nas paradas musicais
| Paradas musicais | Melhor Posição |
| ---------------- | -------------- |
| NZ Albums Top 40 | 1              |